# 安慶緒
安慶緒（730年代—759年3月25日），营州柳城县（今辽宁朝阳市南）胡人，唐朝軍人，大燕政權宗室、皇帝；他是唐東平郡王、東北三鎮節度使安祿山的次子，初名仁執，後為唐帝李隆基賜名慶緒。父親叛唐自立後，被封為晉王，後來弒父、襲稱燕帝，最終死於部將史思明之手。

## 簡介
史載安慶緒性情內向沉默，言詞無序，但精於武藝，尤擅騎射，祿山任其為「都知兵馬使」。750年（天宝九载），任鸿胪卿。后随父反唐。756年（唐至德元载；燕圣武元年），安禄山称帝时，封晋王。757年（唐至德二載；燕聖武二年）正月，安慶緒弒父自立，改元载初。纵乐饮酒，委政于严庄。他命大將史思明回守范陽（今河北保定及北京市一帶），留蔡希德等繼續圍攻太原。同年，長安、洛陽相繼為唐軍收復，慶緒退據鄴（治今河南安阳市），部將李歸仁率精銳及胡兵數万人，潰歸據守范陽的史思明。由於契丹、同羅等族組成的精兵多歸史思明統轄，慶緒不安、謀除之；史思明遂以所領十三郡兵八萬降唐，受封為歸義王，任范陽節度使。不久，史思明受唐廷猜忌，復叛。
758年（唐乾元元年；燕天成元年）九月以降，安庆绪為郭子儀等統兵二十餘萬圍困於鄴，各地唐軍且陸續增援；安慶緒不得已，以皇位相許，向史思明乞援。同年冬，史思明親率十三萬大軍自范陽南下鄴城，終於翌年（759年）三月擊退唐九節度使六十萬大軍（鄴城之戰）；唐軍撤退後，安慶緒旋為史思明所弒，兄弟四人及高尚、孙孝哲、崔乾祐一并遇害。事後，史思明接收安氏部隊，返回范陽自稱大燕皇帝，然後諡慶緒為“晋剌王”。

## 影視形象

### 電視劇
| 年份   | 地區         | 作品                 | 演員   |
| 1986年 | 台视         | 《杨贵妃傳奇》       | 狄纬   |
| 1987年 | 中视         | 《珍珠傳奇》         | 谢屏楠 |
| 1990年 | 中国         | 《唐明皇》           | 许文广 |
| 1994年 | 新加坡       | 《昆仑奴》           | 陈致光 |
| 1994年 | 台灣、新加坡 | 《天师钟馗》         | 洪伟文 |
| 1997年 | 香港無綫電視 | 《大刺客之煙花殺手》 | 郑柏麟 |
| 2003年 | 中国         | 《大唐歌飞》         | 聂远   |
| 2008年 | 中国         | 《大唐游侠传》       | 李泽锋 |
| 2017年 | 中國         | 《大唐榮耀》         | 茅子俊 |

## 延伸阅读
[在维基数据编辑]
 《新唐書·卷225上》，出自《新唐書》